# Салитис
Салитис — фараон Древнего Египта, правивший приблизительно в 1663—1650/1649 годах до н. э. Представитель XV династии (Второй переходный период).

## Биография
Поскольку наши сведения о первых царях XV династии основаны главным образом на отрывке из истории Манефона следует привести его здесь. В своём трактате «Против Апиона» Иосиф Флавий приводит следующую цитату из труда Манефона:

«Был у нас царь по имени Тимаос. В его царствие бог, неведомо мне почему, прогневался, и нежданно из восточных стран люди поганого племени, дерзкие, напали на страну и без сражений легко овладели ею. И властителей её покорив, они безжалостно предали города огню и святилища богов разрушили. А с жителями поступали бесчеловечно жестоко — одних убивали, а детей и жён других уводили в рабство. Наконец, и царём они сделали одного из своих, имя его Салитис. Он обосновался в Мемфисе, Верхнюю и Нижнюю земли обложил данью и разместил вооруженные отряды в наиболее подходящих местах. В особенности он позаботился о безопасности восточных земель, предвидя возможность вторжения ассирийцев в его царство. Найдя в Сетроитском номе на востоке от реки Бубастит весьма удобно расположенный город, который по древнему религиозному сказанию назывался Аварис, он отстроил его, укрепил неприступной стеной и разместил в нем многочисленный отряд, состоявший из двухсот сорока тысяч воинов. Он отправлялся туда летом, чтобы доставлять продовольствие и денежное содержание и приучать войско к постоянной бдительности ввиду опасности нападения соседей. Он умер, царствовав девятнадцать лет».
Рассказ о завоевании гиксосов сохранился только в очень поздней и потому искаженной версии, в фрагменте исторического труда Манефона. В этом рассказе Манефона поздние воспоминания о реальных исторических событиях уже сильно перемешаны с целым рядом легенд. Все повествование Манефона пропитано ярко выраженными тенденциями. Религиозная тенденция жреца Манефона сквозит в его указании на то, что основной причиной завоевания Египта гиксосами было то, что «бог был недоволен нами» (то есть египтянами). Великодержавная тенденция египтянина Манефона прорывается в презрительной кличке «поганое племя», которое он дает гиксосам. Наконец, проегипетская тенденция Манефона видна в его красочном описании того жестокого террора, который, по его словам, гиксосы установили в Египте. Легендарным анахронизмом является указание на то, что гиксосы боялись вторжения ассирийцев, которые в те времена, по словам Манефона, были сильнейшим народом. На самом деле, ассирийцы на тот период сами находились в упадке и всё их государство состояло из города Ашшура и его окрестностей. Несомненно легендарно и преувеличение численности гарнизона Авариса. Если принять во внимание, что в эпоху большого напряжения военных сил всей страны египетский фараон Рамсес II двинул против хеттов 30-тысячную армию, то вряд ли гиксосы могли держать в Аварисе 240000 воинов. Однако в рассказе Манефона мы найдем и целый ряд правильных указаний. Так, Манефон, продолжая свой рассказ о гиксосах, сообщает и название иноземцев «гиксосы», причём даже делает любопытную попытку истолковать это слово. Он дает две этимологии. Во-первых, он объясняет это слово, как «пленные пастухи» (др.-греч. ‘Αιχμάλωτοι ποιμένες), а во-вторых, как «цари пастухов» (др.-греч. Βασιλεις ποιμένες). И в том и в другом случае этимологии, приводимые Манефоном, вполне правдоподобны. Вполне исторично указание Манефона, что Аварис был столицей гиксосов. Наконец, вполне правдоподобно указание Манефона, что гиксосский царь Салатис наложил дань на Египет и ежегодно являлся в Египет, чтобы там собирать жатву. С этим прекрасно вяжутся слова папируса Саллье № 1: «вся страна ему платила дань изделиями и всеми хорошими вещами Та-мери (Египта)».
Однако гиксосский царь Салитис под таким именем не упоминается на памятниках Египта. В имени Салитис (др.-греч. Σάλιτις, которое фигурирует у Манефона, мы, вероятно, можем узнать царя Шарека (или Шалека), который, согласно генеалогии мемфисских жрецов, правил за одно поколение до известного гиксосского фараона Апопи или за два поколения до Небпехтира (Яхмоса), основателя XVIII династии. Не исключено, что его можно отождествить и с царём Мааибра Шеши — печати и оттиски с именем этого царя, типологически относящиеся к началу гиксосского периода, многочисленны и географически широко представлены; самые южные находки его печатей из торговой фактории Среднего царства в Керме у третьего порога Нила. Это необязательно означает, что власть гиксосов распространялась до северного Судана или хотя бы Нижней Нубии, где, вероятно, уже возникла независимая династия местных князей. С другой стороны , весьма вероятно, что Салитис, как можно понять из труда Манефона, не только занял древнюю столицу — Мемфис, но и овладел всем Египтом, а его преемники до Ааусерра Апопи включительно владели всей страной вплоть до Гебелейна на юге, а возможно, и до первого порога Нила. Туринский царский список (X колонка, 15 строка) приписывает первому царю гиксосу (имена гиксосских царей в списке не сохранились) 13 или 23 года правления, что не сильно отличается от 19 лет, которые отводит Салитису Манефон.
Как предполагали Генгстенберг и Ольмстед, имя «Салатис» есть не что иное, как семитское слово «правитель». Возможно, что это был иноземный титул, который впоследствии стал собственным именем. Имя царя Тимайоса (или Тутимайоса) может быть сопоставлено с именем египетского фараона Дудимоса.